# 大神田智男
大神田 智男（おおかんだ ともお、1956年（昭和31年）10月8日 - ）は、日本の銀行家、実業家。東日本銀行代表取締役頭取を歴任した。

## 来歴・人物
1979年にときわ相互銀行（現在の東日本銀行）に入行し、大森支店長や池袋支店長、営業統括部副部長などを歴任して、2010年に東日本銀行の取締役に就任した。また同年から2014年まで営業推進部長を兼ねる。
2017年に同行の代表取締役専務に就任し、2018年に辞任した石井道遠の後任として東日本銀行頭取となる。また、この頃石井に昆虫に関することを熱弁されたことにより、昆虫採集に興味を持ち、本格的に昆虫採集を始める。
同年、あわせて親会社であるコンコルディア・フィナンシャルグループ取締役に就任した。
なお、1989年にトップが社長である相互銀行からトップが頭取である普通銀行に移行した東日本銀行としては初の生え抜き出身の頭取就任となった。
2019年11月30日、在任1年半で同行頭取とコンコルディア・フィナンシャルグループ取締役を退任した。

## 経歴
- 1979年（昭和54年）
  - 4月:ときわ相互銀行入行
- 1999年（平成11年）
  - 4月:東日本銀行大森支店長
  - 12月:同行人事部主任調査役
- 2003年（平成15年）
  - 4月:同行お客様サービス部副部長
  - 11月:同行営業統括部副部長
- 2007年（平成19年）
  - 6月:同行池袋支店長
- 2010年（平成22年）
  - 6月:同行取締役営業推進部長
- 2013年（平成25年）
  - 4月:同行常務取締役営業推進部長
- 2014年（平成26年）
  - 4月:同行常務取締役
- 2016年（平成28年）
  - 6月:同行専務取締役
- 2017年（平成29年）
  - 4月:同行代表取締役専務
- 2018年（平成30年）
  - 6月:同行代表取締役頭取
  - 6月:コンコルディア・フィナンシャルグループ取締役
- 2019年（平成30年/令和元年）
  - 11月:同行代表取締役頭取およびコンコルディア・フィナンシャルグループ取締役を退任